# Chien-loup (roman)
Chien-loup est un roman de Serge Joncour paru en 2018 et ayant reçu le prix Landerneau des lecteurs la même année.

## Résumé
Un couple parisien, Franck et Lise, loue une maison isolée dans le Lot. L'annonce de location ne fait cependant pas mention du passé sanglant du lieu dans lequel habitait un dompteur allemand et ses fauves durant la Première Guerre mondiale. Sur place, un chien-loup ayant l'air à la recherche de son maître fait son apparition.
Le texte alterne les chapitres concernant les trois semaines d'août 2017 et ceux évoquant août 1914 (jusqu'à juin 1915).

## Personnages
En août 1914 (50 à 80 habitants, et 30 sans les hommes partis au front) :
- Fernand, le maire, à qui manque une jambe,
- Couderc, le maître, l'instituteur, juste retraité, mais...
- Wolfgang Hollzenmaier (p. 38), l'Allemand, le Boche, le dompteur (du cirque Pinder), autorisé à occuper la maison abandonnée sur le Mont d'Orcières, avec ses bêtes fauves (8 lions et tigres) et son grand berger allemand,
- Joséphine Manouvrier, épouse du médecin mobilisé (Anthelme), (p. 95), 30 ans, 48 kilos, de Bergerac, et végétarienne,
- le vieux Jean, l'ancien garde-champêtre,
- le fils Cabrérac, déserteur (p. 109),
- Lucien le Piqueur (p. 110), et son chien Atlas (mélange de Berger de Beauce et de Berger des Pyrénées),
- le Simple, berger du village, gardien des moutons à l'estive, qui repart en transhumance en mai 2015 (p. 276), avec cette marée de moutons et de vaches (p. 281),
- le père Maurice, près de quatre-vingts ans,
- La Bûche, maréchal-ferrant, forgeron, quinquagénaire, célibataire, jaloux, (p. 179,p. 386),
- le curé Magnard (p. 178),
- des femmes (Gisèle, Fernande, Léone, Simone), et des enfants...

En août 2017, 
- le couple de quinquagénaires, ensemble depuis plus de vingt-cinq ans, sans enfant, et dans la maison du Mont d'Orcières :
  - Lise, comédienne désormais sans emploi, peintre, végétarienne,
  - Franck, producteur de cinéma, allergique à Netflix (p. 62), angoissé, malade sans téléphone ni wifi,
- Madame Dauclercq, la responsable locale pour la maison, (p. 32), et son mari,
- Madame Iris Henderson (p. 34),
- Liem et Traris, les deux jeunes et récents associés de Franck, dans Atlas Productions, jeunes loups, charognards,
- Rémy, le tenancier du café végétarien de Limogne (p. 236),
- le boucher du marché de Limogne (p. 123, p. 321),
- Sören l'illustrateur (p. 235),
- Julien (p. 233) et Maurice, viandards, avec leurs deux saarloos.

Un pèlerin solitaire est croisé au début(p. 32) et à la fin du récit (p. 456).

## Autres personnages non humains
- La maison isolée,
- la forêt ensauvagée, les ravines, les collines,
- l'estive, la cabane en pierres,
- le chien-loup, qui vit dans les hauteurs,
- le 4x4 de location, Audi Q7.

## Repères historiques et géographiques
En 1882, a lieu la dernière chasse aux loups dans la région. En 1884, l'Auvergne entière est déclarée phylloxérée. Alors, dans cette fin fond de causse et à des journées de marche de la première frontière (p. 12), dans le triangle noir du Quercy (p. 89), le cépage malbec (p. 86) est anéanti. Là où autrefois on cultivait vigne et tabac, c'est la désolation. Les fermiers du Mont d'Orcières se suicident, le mont devient maudit (p. 41). Puis c'est la mobilisation le 1er août 1914 : les hommes partent, les femmes reprennent les travaux. La guerre s'installe... Des événements dramatiques ont lieu. La maison est abandonnée pour longtemps. Puis, l'igue est oubliée, là où le dompteur avait installé la double cage de cirque pour attirer sangliers et chevreuils, afin de nourrir ses fauves.
La commune de référence est un autre lieu qu'Orcières (F05170) ou Mas-d'Orcières (F48190). L'action se situe quelque part sur le Causse de Limogne, près de Limogne-en-Quercy, Villefranche-de-Rouergue, Crégols (p. 455, et sa falaise des cent brebis).

## Formules
- L'insolent mystère de cette maison (p. 362),
- ces visions d'apocalypse (p. 397),
- faille temporelle (p. 343),
- folie carnassière (p. 342),
- la ronde endiablée (p. 10)...

## Accueil

### Critique
- Télérama : TT[2]
- Lire : 4/5[3]

### Récompenses
Le roman a reçu prix Landerneau des lecteurs en 2018.